# Cordon-noir à dos olive
Melanopareia maximiliani
Espèce
Répartition géographique
Statut de conservation UICN

 LC  : Préoccupation mineure
Le Cordon-noir à dos olive (Melanopareia maximiliani) est une espèce de passereaux de la famille des Melanopareiidae.
Son épithète spécifique est attribué à Maximilian zu Wied-Neuwied (1782-1867).

## Liste des sous-espèces
Selon la classification de référence du Congrès ornithologique international (version 15.1, 2025) :
- M. m. maximiliani (d'Orbigny, 1835) — yungas ;
- M. m. argentina (Hellmayr, 1907) — yungas australes ;
- M. m. pallida Nores & Yzurieta, 1980 — Gran Chaco.